# Гондуэн, Шарль
Шарль Гондуэн (фр. Charles Gondouin; 21 июля 1875, Париж — 24 декабря 1947, Париж) — французский перетягиватель каната и регбист, чемпион и серебряный призёр летних Олимпийских игр 1900.

## Биография
Сначала Гондуэн на Играх соревновался в перетягивании каната. Его команда, проиграв в единственном матче датско-шведской команде, стала серебряным призёром.
В регби, Гондуэн входил в сборную Франции, которая обыграв Германию и Великобританию, заняла первое место в турнире, выиграв золотые медали. Выступал на позиции полузащитника в «Расинг Метро 92».